# ACTR3
ACTR3‏ (ARP3 actin related protein 3 homolog) هوَ بروتين يُشَفر بواسطة جين ACTR3 في الإنسان.